# Lokomotywa manewrowa

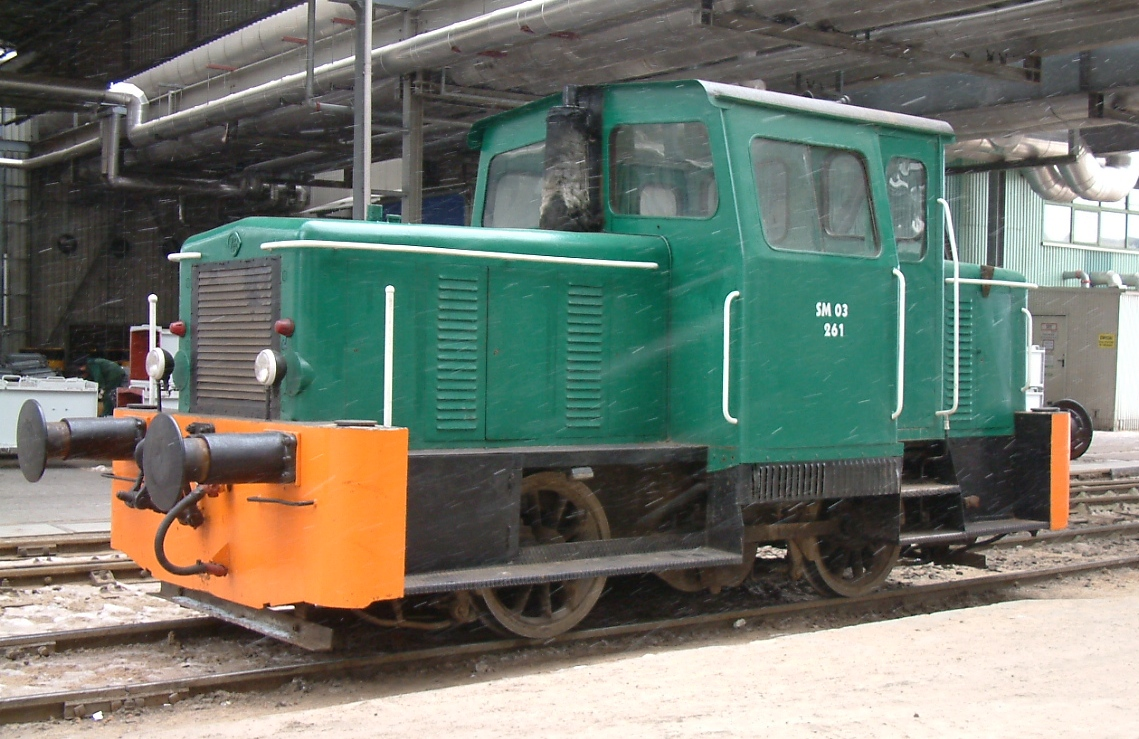
SM03 – lekka lokomotywka często używana do prac manewrowych w obrębie jednego zakładu przemysłowego

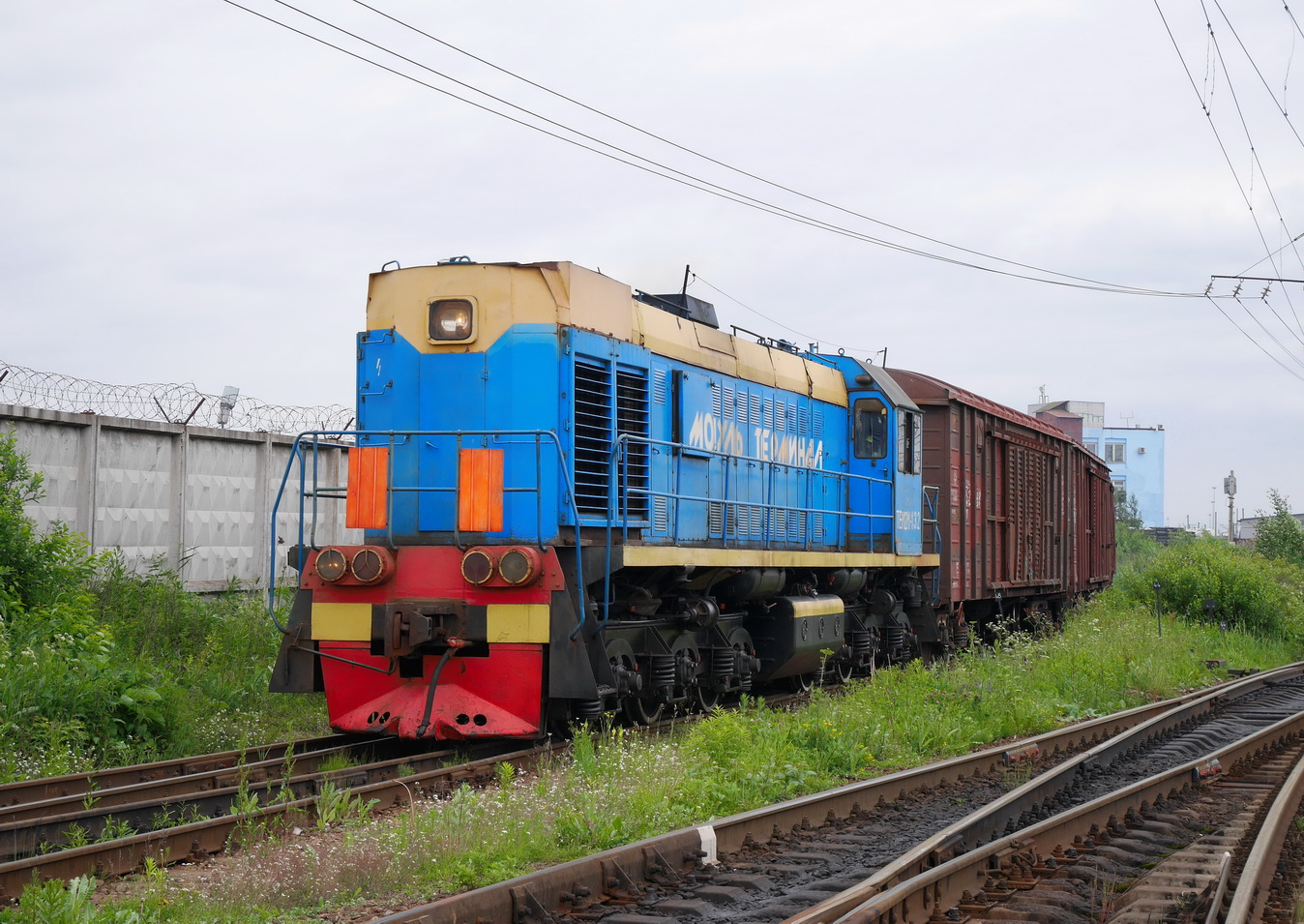
TEM2 – lokomotywa używana do ciężkich prac manewrowych

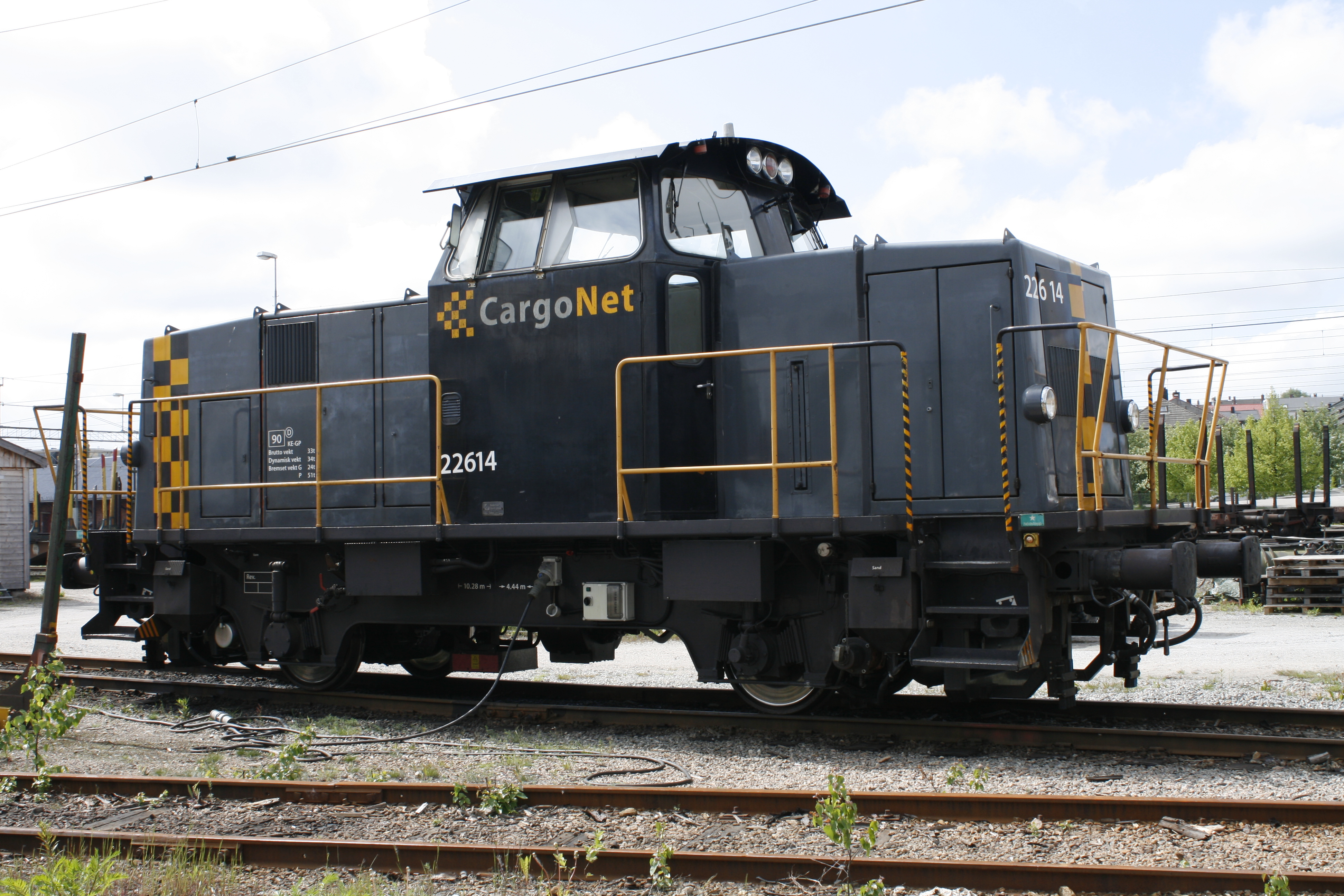
Lokomotywa spalinowa w Norwegii

Lokomotywa manewrowa (zwana również przetokową) – jednostka trakcyjna zaprojektowana wyłącznie do użytkowania na stacjach rozrządowych, na stacjach i w lokomotywowniach.
Najczęściej są to lokomotywy spalinowe (np. SM42), rzadziej elektryczne.
Główną cechą lokomotyw manewrowych (odróżniającą je od lokomotyw trakcyjnych) jest jedna kabina maszynisty. Wyraźna też różnica dotyczy mocy zastosowanych silników, których moc jest mniejsza niż w przypadku lokomotyw do pracy liniowej.
Lokomotywy o przeznaczeniu manewrowym są bardzo zróżnicowane pod względem mocy i wielkości: począwszy od lekkich lokomotyw (jak widoczna na zdjęciu SM03 o mocy 150 KM), służących do manewrowania najwyżej kilkoma lub kilkunastoma wagonami, często używanych wewnątrz zakładów przemysłowych, poprzez lokomotywy średniej mocy (w tym najpopularniejsza w Polsce, wspomniana SM42), poprzez maszyny ciężkie (SM31) aż po maszyny do najcięższych zastosowań manewrowych (przykładem jest TEM2/SM48).
Cechą wspólną lokomotyw manewrowych jest natomiast niezdolność osiągania sporych prędkości (co z uwagi na charakter pracy nie jest potrzebne) – w przypadku mniejszych lokomotyw granicą jest ok. 60 km/h, większe lokomotywy manewrowe osiągają najczęściej 90-100 km/h. Ponadto – z uwagi na moc silnika – siła uciągu lokomotywy manewrowej przy większych prędkościach jest mała, co wpływa na ograniczone zdolności trakcyjne.
Lokomotywy manewrowe na PKP mają oznaczenie EM (elektryczne) i SM (spalinowe).

## Praca manewrowa
Lokomotywy manewrowe pracują na większych stacjach, w razie potrzeby są także wysyłane na mniejsze (razem z drużyną manewrową). Celem pracy manewrowej wykonywanej przez te lokomotywy jest:
- rozrządzanie składów pociągów,
- zestawianie składów pociągów,
- zmiana liczby wagonów w składach pociągów przechodzących,
- podstawianie wagonów na punkty ładunkowe oraz ich zabieranie,
- podstawianie i zabieranie próżnych składów pasażerskich w perony i z peronów na grupę odstawczą,
- przestawianie wagonów, grup wagonów i całych składów pociągowych z jednego toru na drugi, zależnie od potrzeb i przeznaczenia torów,
- wybieranie wagonów próżnych o szczególnych parametrach technicznych,
- podstawianie wagonów do wykonania czynności dodatkowych, jak: czyszczenia, mycia, odkażania, ważenia, naprawy, zaopatrzenia wagonów w lód, wodę, gaz itp. oraz zabieranie wagonów po zakończeniu tych czynności.

Ogólnie mówiąc manewrami nazywamy wszelkie ruchy taboru kolejowego oraz związane z nimi czynności wykonywane na torach kolejowych z wyjątkiem wjazdu, wyjazdu i przejazdu pociągu.
Manewrowe przeznaczenie lokomotywy nie uniemożliwia wykonywania pracy liniowej, ani odwrotnie – jego brak nie uniemożliwia manewrów lokomotywą. Z tego powodu lokomotywy manewrowe często są używane do pracy z lekkimi pociągami towarowymi, a niektóre serie (np. SM42) także z pasażerskimi (poza okresem grzewczym, jako że maszyny manewrowe nie mają urządzeń ogrzewania pociągu). Przeciwna sytuacja sporadycznie również ma miejsce (lokomotywa nieprzeznaczona formalnie do manewrów wykonuje pracę manewrową); w tym sensie pojęcie lokomotywy manewrowej dotyczy wykonywanej pracy, a nie zasadniczego przeznaczenia.
Z pracą lokomotywy manewrowej związane jest pojęcie okręgu manewrowego – o ile na stacji pracuje więcej niż jedna lokomotywa manewrowa, dla usprawnienia pracy teren stacji można podzielić na umowne części, przydzielając każdej lokomotywie i pracującej z nią drużynie „obszar pracy” – taka część stacji to okręg manewrowy.